# Rörtjärnen (Arjeplogs socken, Lappland)
Rörtjärnen är en sjö i Arjeplogs kommun i Lappland och ingår i Skellefteälvens huvudavrinningsområde.